# Tirsbæk
Tirsbæk er en gammel sædegård eller herregård. Det ældste dokument, hvori gården nævnes, er fra 1401. Gården ligger meget smukt ved Vejle Fjord omgivet af skov. Tirsbæk ligger i Engum Sogn, Hatting Herred, Vejle Kommune. Hovedbygningen er opført i 1550 og trappetårn fra 1577 og parken er på 12 hektar. Tirsbæk Gods er på 414 hektar
Gården blev 1779 af kammerherre Christian Benzon ophøjet til stamhus.

## Ældste historie
Den ældst kendte ejer, Jens Laugesen (Dyre), sikrede sig 1401 tingsvidne på, at gårdens tilliggender haver været frit gods af hedenold og udgjorde et adeligt birk – i øvrigt et af de ældste der kendes. Dyre-slægten stred hårdt for godsets og birkets frihed, men først omkring reformationen, fik slægtens virke mere vidtrækkende betydning gennem rigsråd Ove Vincentsen, der med sine brødre antog det mødrene slægtsnavn Lunge og blev en af tidens mest indflydelsesrige klaner, nært knyttet til den mægtige rigshofmester Mogens Gøye.

## Fløjene
Formentlig er det Ove Vincentsen Lunge, blandt sin tids rigeste mænd, der rejste herregårdens nuværende nord- og østfløj, hvis grove kampesten og murværkets uregelmæssige munkeskifte med de ejendommelige blændinger, til dels genfindes på bygherrens anden hovedgård, Odden nordøst for Hjørring. Efter hans død 1540 antages byggearbejdet at være afsluttet af sønnen Iver Vincentsen Lunge, der senere tilbyggede den forholdsvis skævt liggende vestfløj med hemmeligheder skjult i murtykkelsen, og et firkantet trappetårn med indskriften 1577, året for byggeriets afslutning. Tirsbæk stod da som en noget uregelmæssig firefløjet borggård i to stokværk omkring en snæver gårdsplads, der havde adgang gennem nordfløjens snævre portgennemfart, hvis flankemure var ført frem som et tårnagtigt parti, befæstet med skydeskår. Sydfløjen blev senere fjernet og anlægget blev i 1800-tallet hårdhændet ombygget, men i 1915-16 genrejstes det i sin gamle glans med de røde mure af kammerherre Frode Busky-Neergaard, der også lod arkitekt Gotfred Tvede forny avlsbygningerne i den oprindelige skikkelse med rødkalket, hvidkantet murtavl og tjæret tømmer.
I 1732 foretog Johann Gottfried Hödrich en ombygning af hovedbygningen.

## Niels de Lindes moderniseringer
I 1740'erne kastede Niels de Linde sig over Tirsbæks forskønnelse. Han lod hovedbygningen herskabeligt modernisere med stuklofter og panelværk, rejste den vældige trelængede bindingsværks ladegård og omskabte det stejle skovklædte bakkehæld øst for gården til et prægtigt haveanlæg, der med alleer, terrasser og mægtige stenhegn leder tanken hen på italienske villahaver.

## Familien Brockdorff på Tirsbæk
Christian Ulrich Magnus baron Brockdorff til Tirsbæk, tilhørte en gammel, holstensk adelsslægt. Som 24-årig ægter han den 16. juli 1840 Emilie Charlotte Krause, født 15. maj 1811. I ægteskabet fødes to sønner og fire døtre. Sønnerne var Frederik Ludwig Jacob (1841) og Harald Waldemar (1847). Døtrene var Ida Frederike (1842), Juliane Charlotte Emilie (1843), Emilie (Emmy) Charlotte Dorothea (1844) og Olga Louise Cølestine (1846). Egnens beboere glemte aldrig, at baronen var en Holstener og de havde ikke gode tanker om den noget ordknappe mands sindelag imod Danmark. Den 24. januar 1857 døde fru baronesse Emilie Brockdorff på Tirsbæk og blev bisat på Engom Kirkegård, hvor der til dette brug blev opført et bræddeskur. Senere blev hendes lig nedsat i den nyindrettede familiebegravelse i Tirsbæk Skov, efter dennes indvielse den 14. oktober samme år. I 1858 døde også på Tirsbæk enkefru Juliane Dorothea Krause, baronens svigermoder, 65 år gammel. Også hendes lig blev nedsat i familiebegravelsen i skoven. Familiebegravelsen blev indrettet på en solrig plads på en sydskrånende bakke i Storskoven, ikke langt fra fjorden. Der blev opmuret et gravkammer, som til tag fik tre overliggere af italienske sandstensplader af betydelig størrelse. I 1859 ægter Ulrich v. Brockdorff sin svigerinde Sophie Krause, der var født den 15. maj 1821. Hun føder ham sønnerne Frederik Ulrich Martin (1862) og Kaspar Robert Gustav (1864). De skilles i 1868, hvorefter hun tog bolig i Bregenz ved Bodensøen og døde i 1888. Efter to år ægter han i 1870 friherreinde Mary von Pöllnitz, som i 1874 føder ham sønnen Rudolf Christian Ulrich Ernst. Hun døde 1879, men allerede da, er det mange år siden at Tirsbæk blev afhændet, nemlig i 1861. Baronen døde i 1886.

### Familiebegravelsen i skoven
På jernkorset bag mausolæet (familiebegravelsen) findes inskriptionen Her hviler i fred Emmy Baronesse Brockdorff født Krause død den 24. januar 1857 og hendes moder fru Julie Krause død den 14. august 1858.

## Haveanlægget
Haven er på 12 hektar og blev anlagt som renæssancehave i 1745. Hovedbygningen er anlagt på en holm adskilt fra haven af en voldgrav. Haven omkranses af en kampestensmur og indeholder dyre-, frugt- og prydhave samt et terrasseanlæg og et vinbjerg. 
Haven på Tirsbæk er helt særlig, idet dens historie leder tilbage til renæssancen, hvilket kun ganske få herregårdshaver i Danmark gør. De bærende elementer i haven er terrasseanlægget, vinbjerget, det omkransende stendige og voldgraven. 
Tirsbæk Gods har med finansiering fra fonden Realdania fået genskabt sin tre-delte renæssancehave. Man har bl.a. fået genskabt havens vinbjerg, samt genopbygget havens ringmur.
I haven findes et af kammerherre Peter Ulrik Frederik Christiansen von Benzon rejst monument af marmor og poleret granit med lang inskription over hans i 1802 afdøde hustru Juliane Wilhelmine, f. Wedell-Jarlsberg, hvis jordiske rester blev nedsat i et underliggende muret gravkammer den 2. august 1802.
Haven er åben for offentligheden, jf. godsets annoncering på hjemmesiden.

## Tilliggender
Godsets tilliggende er 182 ha ager, 11 ha eng, 200 ha skov og ca. 8 tønder land park. Der hører 13 beboelseshuse, en tidligere smedje, bageri og 2 vandmøller under Tirsbæk.

## Tirsbæk i dag
Tirsbæk drives i dag som et kombineret land- og skovbrug med jagtudlejning, publikumsaktiviteter, event- og ledertræningsaktiviteter. Hans Henrik Algreen-Ussing ejer og driver godset.

## H.C. Andersen
H.C. Andersen besøgte Tirsbæk onsdag den 16. juni 1830 og skrev i sin dagbog "Gaarden er ganske antik med Skydehuller, Voldgrave og Vindebro og med et stort Taarn, hvor jeg saae et fælt Fangehul, hvor der endnu sad store Jærnringe i muren". 

## Liste over ejere af Tirsbæk
| (1401-1430) Jens Laugesen Dyre                                           | (1774) Christine Jørgensdatter de Lindenpalm gift Halling                                      |
| (1430-1450) Lauge Jensen Dyre                                            | (1774-1776) William Halling                                                                    |
| (1450-1469) Iver Laugesen Dyre                                           | (1776-1779) Casper Herman Gottlob Adamsen greve von Moltke                                     |
| (1469-1495) Vincent Iversen Dyre                                         | (1779-1797) Christian von Benzon                                                               |
| (1495-1540) Ove Vincentsen Dyre Lunge                                    | (1797-1804) Peter Ulrik Frederik Christiansen von Benzon                                       |
| (1540-1587) Iver Ovesen Lunge                                            | (1804-1806) Jacob Christiansen von Benzon                                                      |
| (1587-1609) Ove Iversen Lunge                                            | (1806-1810) Interessentskab                                                                    |
| (1609) Gjertrud Ovesdatter Lunde gift Bryske                             | (1810-1812) Axelander Becker                                                                   |
| (1609-1614) Ejler Bryske                                                 | (1812-1825) Carl Frederik Axelandersen Becker                                                  |
| (1614-1616) Lisbeth Ejlersdatter Bryske gift Bille                       | (1825-1840) Tyge Carlsen Becker                                                                |
| (1616-1655) Henrik Bille                                                 | (1840-1841) B. Christensen                                                                     |
| (1655-1666) Lisbeth Ejlersdatter Bryske gift Bille                       | (1841-1862) B. von Brockdorff                                                                  |
| (1666-1686) Steen Henriksen Bille                                        | (1862-1879) Andreas Nicolai Hansen                                                             |
| (1686) Sophie Steensdatter Bille gift Rosenkrantz                        | (1879-1880) Andreas Nicolaj Hansens dødsbo                                                     |
| (1686-1740) Anders Rosenkrantz                                           | (1880-1910) Johanne C.C. von Schack                                                            |
| (1740) Karen Andersdatter Rosenkrantz gift de Linde                      | (1910-1912) Johanne C.C. von Schacks dødsbo                                                    |
| (1740-1746) Niels Christensen de Linde                                   | (1912-1967) Frode Christiansen Busky-Neergaard                                                 |
| (1746-1756) Christen Nielsen de Linde                                    | (1967-1975) Lille Catharina Elisabeth Frodesdatter Busky-Neergaard gift Rantzau                |
| (1756-1757) Maren Jørgensdatter Loss gift (1) de Linde (2) de Lindenpalm | (1975-1995) Vibeke Danielsdatter komtesse Rantzau gift Algreen-Ussing                          |
| (1757-1774) Jørgen Hvas de Lindenpalm                                    | (1995-) Vibeke Danielsdatter komtesse Rantzau gift Algreen-Ussing / Hans Henrik Algreen-Ussing |